# Oribatula salijanica
Oribatula salijanica är en kvalsterart som beskrevs av Kulijev 1962. Oribatula salijanica ingår i släktet Oribatula och familjen Oribatulidae. Inga underarter finns listade i Catalogue of Life.